# ParaVisie
ParaVisie is een maandblad over spirituele en paranormale onderwerpen.
Het eerste nummer verscheen in mei 1986. De ondertitel varieerde door de jaren heen: in het begin was het "Maandblad over paranormale verschijnselen en alternatieve geneeswijzen", later werd het "Spiritueel maandblad".
Bij de oprichting was de hoofdredacteur Carel Elias (pseudoniem van Leo de Ruiter, eindredacteur van radioprogramma Het zwarte gat). De hoofdredacteur is sinds juni 2015 Niels Brummelman.

## Geschiedenis
Het tijdschrift komt voort uit het radioprogramma Het zwarte gat (1974-1994, Radio Veronica), een programma over paranormale verschijnselen. De presentator van dit programma was Bart van Leeuwen (pseudoniem van Ton Egas), de eindredacteur Leo de Ruiter. Vaste paragnosten en parapsychologen waren onder anderen Anton Paauwe, André Groote, Leo Pannekoek en Peter Warnaar.
Vanuit de redactie ontstond het idee om ook evenementen rond spiritualiteit en het paranormale te gaan organiseren. Mede-initiator was Peter de Jager (boekhouder, accountant bij Radio Veronica). De eerste paranormale beurs vond plaats in het Weena in Rotterdam in september 1985 nog voor de uitgave van het eerste tijdschrift. Het was zo druk dat het publiek mondjesmaat werd toegelaten omdat het anders binnen te druk zou worden.
Om ook buiten het radioprogramma Het zwarte gat reclame te kunnen maken voor de beurzen, en om een afzetmarkt voor advertenties van deelnemers aan de beurs te creëren, werd het maandblad ParaVisie opgericht. Leo de Ruiter, eindredacteur van Het zwarte gat, werd hoofdredacteur van het tijdschrift.
Sinds 2006 wordt er jaarlijks een ParaVisie Award door het blad uitgereikt. Er zijn vier categorieën: medium, spiritueel kopstuk, boek binnenland en boek buitenland. De lezers van het blad kunnen op de genomineerden stemmen.

## Boek
Ter gelegenheid van het 25-jarig bestaan van het blad in 2011, bracht ParaVisie het boek Er is meer uit, waarin de beste reportages zijn gebundeld. Het boek biedt een overzicht van de onderwerpen die in het tijdschrift aan bod komen: van reïncarnatie, buitenaards leven, geestverschijningen en droomuitleg tot astrologie, numerologie en toekomstvoorspellingen. Het boek werd gepresenteerd tijdens de jaarlijkse ParaVisie Manifestatie in Den Haag.